# La sostingut menor
La sostingut menor (també La#m en la notació europea i A#m en la notació americana) és la tonalitat que té l'escala major a partir de la nota la sostingut. Així, la seva escala està constituïda per les notes do#, re#, mi#, fa#, sol#, la# i si#. La seva armadura té set sostinguts, totes les notes de l'escala. El seu relatiu major és la tonalitat de Do sostingut major, i la tonalitat homònima és la sostingut major.